# Ross Knox House
Ross Knox House ist ein historisches Wohngebäude in Mobile im US-Bundesstaat Alabama. Es wurde am 30. Dezember 2008 in das National Register of Historic Places aufgenommen.

## Geschichte
Das Haus wurde in den 1920er Jahren vom Architekten John Platts Roberts im wohlhabenden Vorort County Club Estates errichtet. Nach seiner Fertigstellung 1929 wurde es 1933 von Ross Knox gekauft, dem Vorsitzenden der Böttcherei und Versorgungsunternehmen Lucas E. Moore Stave Company aus Georgia. 1959 wurde der Bau vom einheimischen Richter Herndon Inge, Jr gekauft, der dort länger als 40 Jahren wohnte. Inges Erlebnisse als deutscher Kriegsgefangener während des Zweiten Weltkrieges wurden in Ken Burns’ Dokumentarfilm The War geschildert. 2002 wurde das Haus an die Familie von John A. Roberts Jr. verkauft.
Am 30. Dezember wurde Ross Knox House in das National Register of Historic Places aufgenommen.

## Architektur
Das Haus aus Backstein und Stuck wird von der Alabama Historical Commission als einer der besten Beispiele des Tudor-Revival-Stils in Alabama betrachtet. Obwohl die Frontfassade den Anschein eines eingeschossigen Cottage ermittelt, enthüllt die Hinterseite einen völligen zweiten Stock. Unter den Außerbauteile sind steile Giebel, mit Stuck gefülltes Fachwerk, Flügelfenster sowie herausragende Schornsteine zu sehen.